# 香港1997年度授勳及嘉獎名單
香港候任行政長官辦公室1997年6月26日公布首批大紫荊勳章得主，共12人獲得勳銜。香港特別行政區政府1997年7月2日在前港督府舉行大紫荊勳章頒授儀式。第一任香港特別行政區行政長官董建華主持儀式，中華人民共和國國務院副總理兼外交部長錢其琛出席了儀式。董建華向12位香港知名商界和政界人士頒授大紫荊勳章。這是香港特區政府首次舉行授勳儀式。

## 授勳名單
- 安子介先生，大紫荊勳賢，JP
- 利國偉博士，大紫荊勳賢，JP
- 李福善先生，大紫荊勳賢
- 杜葉錫恩女士，大紫荊勳賢
- 查濟民先生，大紫荊勳賢，JP
- 徐四民先生，大紫荊勳賢
- 莊世平先生，大紫荊勳賢
- 黃克立先生，大紫荊勳賢
- 曾憲梓先生，大紫荊勳賢
- 霍英東先生，大紫荊勳賢
- 鍾士元議員，大紫荊勳賢，JP
- 羅德丞先生，大紫荊勳賢，JP